# Rainbow Gypsy
Le Rainbow Gypsy est un voilier deux-mâts australien, gréé en ketch aurique traditionnel et à coque acier, réplique d'un modèle de chalutier à voile et à coque bois écossais de 1897.

## Histoire
C'est le capitaine Kitt Woodward, ancien officier de la marine marchande qui commande ce navire. Il a construit, dans le Queensland, ce voilier traditionnel de 1992 à 1999.

Il dispose de 14 couchettes et propose des croisières en mer de formation classique à la voile.
Le Rainbow Gypsy est sponsorisé par Timex.
Il a participé à la Sydney-Auckland Tall Ships Regatta 2013.